# Juego de juegos
Juego de juegos fue un concurso de televisión que se emitió entre el 15 de febrero y el 3 de mayo de 2019 en Antena 3. El programa, presentado por Silvia Abril y producido por Warner Bros ITVP, era la adaptación española del formato estadounidense Ellen's Game of Games, emitido por NBC y presentado por Ellen DeGeneres que, a su vez, se basaba en las secciones de juegos del talk show The Ellen DeGeneres Show.

## Formato[4][5]
Cada episodio de Juego de juegos es independiente del anterior, tratándose de una competición entre varios concursantes seleccionados de entre el público. El programa consta de varias partes:

### Primera fase
En la primera fase, se proponen seis juegos de entre los siguientes y el ganador de cada uno pasa a la segunda parte del programa:
- Apuesto por ti: En este juego, dos equipos de parejas compiten entre sí. Un miembro de cada pareja está suspendido en el aire con un arnés. Los otros dos compañeros deben apostar por el número de respuestas que creen que pueden dar sus compañeros a una pregunta de una categoría determinada dentro del plazo de 30 segundos. Cuando el miembro que no está colgado presenta un desafío, el del otro equipo que sí lo está debe dar el número requerido de respuestas. Con tres errores, la pareja cae y pierde el juego, mientras que uno de los miembros de la pareja ganadora pasa de fase.
- A toda pastilla: Dos parejas unidas como siameses transportan pastillas de jabón gigantes desde el dispensador hasta su lavadora. Sin embargo, deben esquivar a sus rivales y una gran pieza de ropa que está a mitad de camino y les entorpece. La primera pareja que meta cinco pastillas gana y uno de sus miembros pasa a la siguiente fase.
- La pirámide: La presentadora formula una pregunta y dos parejas compiten por llegar a la cima de la pirámide, pero las escaleras son resbaladizas. La primera pareja que llegue a la cima deberá contestar la pregunta. La que más puntos acumule en las tres rondas será la ganadora y uno de sus miembros pasará a la siguiente fase.
- Mareo a-dos: El juego comienza con la presentadora leyendo en voz alta una pregunta a los participantes. Antes de que estos puedan responder, se les da vueltas para desorientarlos. Para contestar a la pregunta, los concursantes deben correr a un podio cercano y agarrar la pelota que está en lo alto. El primer participante en responder tres preguntas correctamente avanza a la siguiente ronda.
- Menuda pieza: En este juego, tres concursantes deben resolver un puzle en el menor tiempo posible. Cabe destacar que los puzles son famosos cuadros con la cara de la presentadora.
- Palabra prohibida: Juegan dos equipos, formados por dos personas cada uno. A un miembro de cada equipo se le muestra una palabra y debe decir otra palabra relacionada como pista para ayudar a su compañero a adivinarla. Los dos equipos se alternan a la hora de dar las pistas, de manera que una respuesta correcta del equipo contrario, decir la palabra prohibida, tardar mucho tiempo en responder o si la pista no es válida, la cara del adivinador del equipo contrario es rociada con un líquido. El primer equipo en fallar tres veces es eliminado y un miembro del equipo ganador avanza a la siguiente fase.
- Pendiente de un hilo: En este juego, tres participantes están sujetados con cuerdas, los cuales se turnan para adivinar las respuestas sobre una categoría determinada. Si un participante da una respuesta incorrecta, repite una respuesta anterior o pierde demasiado tiempo para responder, el concursante suma un fallo. Un participante que obtiene tres fallos es eliminado.
- Pon la oreja: Este juego involucra a dos equipos –de cuatro personas cada uno– que compiten entre sí. Un miembro del equipo debe transmitir un mensaje al otro miembro que está usando unos auriculares y, por lo tanto, debe leerle los labios. Al final, dependiendo del número de palabras que el equipo haya adivinado, tantos puntos ganan. El equipo que acumule la mayor cantidad de puntos gana y debe elegir a un miembro para competir en la ronda siguiente. Si hay un empate, los equipos han de jugar de nuevo.
- Que llueva, que llueva: Tras formular la pregunta, los concursantes luchan por contestar primero. Si aciertan, eligen uno de los paraguas que están colgados para tirar de él. Todos están llenos de agua excepto uno, que contiene confeti. El participante que tire de él es el ganador.
- Saca muelas: En este juego, uno por uno, los participantes se introducen en la boca de un monstruo. Allí, deben responder una pregunta con los números: 0, 1, 2, 3, 4 o 5. La diferencia entre la respuesta correcta y la que hayan dicho, es el número de dientes que deben arrancar. Sin embargo, si la respuesta es correcta, no tiene que sacar ninguno de los dientes del monstruo y está a salvo. Tirar del diente incorrecto hace que las mandíbulas del monstruo se cierren de golpe, eliminando al competidor.
- Tira y afloja: Los concursantes están unidos por una cuerda. Gana el primero que consiga mover cinco manzanas a una cesta usando solo los dientes.
- You Tuba: Los participantes están ante una tuba de 10 botones. La presentadora formula una serie de preguntas, una a cada participante por turno. Si un concursante responde incorrectamente, la presentadora hace girar una ruleta para determinar cuántos botones (uno, dos o tres) deben presionar. Un botón dispara una ráfaga de un líquido pastoso en la cara del participante y lo elimina del juego.

### Atrapa la silla
En la segunda fase del programa, los seis ganadores de las anteriores pruebas se enfrentan a Atrapa la silla. En este juego, los participantes deben bailar con los ojos vendados en una pista de baile de la que, en cada turno, salen por sorpresa dos sillas en las que tienen que sentarse cuando pare la música. Los cuatro concursantes que lo consigan, pasan a la semifinal.

### Acierta o puerta
Los cuatro semifinalistas deben superar Acierta o puerta, un juego en el que tienen que contestar correctamente una serie de preguntas sobre temas variados. Si se equivocan, caen por una trampilla desde una plataforma de más de 10 metros. En esta prueba solo puede quedar uno.

### Manos rápidas
En Manos rápidas, el finalista tiene 45 segundos para identificar los rostros de quince famosos dentro de una determinada categoría (por ejemplo, "estrellas de los años 80"). Después de identificar uno, el participante debe presionar un botón para pasar a la siguiente cara, pudiendo pasar si no está seguro, pero debe esperar tres segundos hasta que aparezca la siguiente cara automáticamente. Así, dependiendo de la cantidad de personajes que reconozca, ganará una mayor o menor cantidad de dinero, tal y como se muestra en la tabla a continuación. Identificar correctamente quince celebridades supone ganar el premio de 50.000 euros.
| Respuestas correctas | 1     | 2     | 3     | 4       | 5       | 6       | 7       | 8       | 9        | 10       | 11       | 12       | 13       | 14       | 15       |
| -------------------- | ----- | ----- | ----- | ------- | ------- | ------- | ------- | ------- | -------- | -------- | -------- | -------- | -------- | -------- | -------- |
| Dinero ganado        | 100 € | 400 € | 800 € | 1.000 € | 2.000 € | 3.000 € | 5.000 € | 7.500 € | 10.000 € | 12.500 € | 15.000 € | 20.000 € | 25.000 € | 30.000 € | 50.000 € |

## Episodios y audiencias

### Juego de juegos (2019)
| N.º | Ganador/a          | Fecha de emisión      | Audiencia         |
| --- | ------------------ | --------------------- | ----------------- |
| 1   | Raquel (50.000 €)  | 15 de febrero de 2019 | 3 131 000 (18,7%) |
| 2   | Alberto (30.000 €) | 22 de febrero de 2019 | 2 456 000 (15,3%) |
| 3   | Raquel (50.000 €)  | 1 de marzo de 2019    | 1 739 000 (11,1%) |
| 4   | Rubén (25.000 €)   | 8 de marzo de 2019    | 1 593 000 (10,3%) |
| 5   | Rafa (7.500 €)     | 15 de marzo de 2019   | 1 476 000 (9,5%)  |
| 6   | Nuria (25.000 €)   | 22 de marzo de 2019   | 1 498 000 (9,5%)  |
| 7   | Vanessa (50.000 €) | 29 de marzo de 2019   | 1 504 000 (9,5%)  |
| 8   | Vicenç (25.000 €)  | 5 de abril de 2019    | 1 443 000 (8,9%)  |
| 9   | Laura (10.000 €)   | 12 de abril de 2019   | 1 485 000 (9,8%)  |
| 10  | Jorge (5.000 €)    | 19 de abril de 2019   | 1 202 000 (8,5%)  |
| 11  | Carlos (50.000 €)  | 26 de abril de 2019   | 1 488 000 (9,7%)  |
| 12  | José (15.000 €)    | 3 de mayo de 2019     | 1 368 000 (8,9%)  |

## Audiencia media
| Edición               | Temporada | Programas | Fecha | Cadena   | Espectadores | Cuota |
| --------------------- | --------- | --------- | ----- | -------- | ------------ | ----- |
| [ 1 ] Juego de juegos | 1         | 12        | 2019  | Antena 3 | 1 699 000    | 10,8% |